# تیم کلاوزن
تیم کلاوزن (انگلیسی: Tim Clausen؛ زادهٔ ۱۲ مارس ۱۹۶۹) دانشمند در زمینه زیست‌شناسی مولکولی و از اعضای سازمان زیست‌شناسی مولکولی اروپا است.